# مالكوم سميث (لاعب كريكت)
مالكوم سميث (23 فبراير 1932 بديربان في جنوب أفريقيا - 9 نوفمبر 2012) (بالإنجليزية: Malcolm Smith)‏ هو لاعب كريكت جنوب أفريقي.

## وصلات خارجية
- مالكوم سميث على موقع إي آس بي آن كريك إنفو (الإنجليزية)